# بیسبال در المپیک تابستانی ۱۹۶۴
بیسبال در بازی‌های المپیک تابستانی ۱۹۶۴ نام رویداد ورزش بیسبال در بازی‌های المپیک تابستانی بود که در سال ۱۹۶۴ برگزار شد.